# Francisco Gómez de Llano
Francisco Gómez de Llano (Madrid, 22 de octubre de 1896 - Madrid, 31 de octubre de 1970) fue ministro de Hacienda y político franquista.

## Periodo 1896-1939
Cursó estudios de Derecho en la Universidad Central y obtuvo su licenciatura en 1917. En 1921 ingresó por oposición en el cuerpo de abogados del Estado. Durante la dictadura de Primo de Rivera fue miembro de la Asesoría del Consejo de Economía Nacional y del Ministerio de Agricultura. Fue detenido en Madrid al estallar la Guerra Civil, consiguió evadirse y se refugió en la embajada de Noruega, donde permaneció hasta el final del conflicto. 

## Franquismo
Acabada la guerra se reincorporó a la Administración, y fue subdirector general de lo Contencioso hasta 1942, cuando Joaquín Benjumea, ministro de Hacienda, lo nombró director general de dicho departamento, cargo que ocupó durante nueve años, tanto tiempo como Benjumea fue ministro. En la crisis ministerial del 18 de julio de 1951, Gómez de Llano remplazó a Benjumea en la cartera de Hacienda. Su nombre fue sugerido a Franco por el almirante Carrero Blanco, en una lista en la que también figuraban, entre otros, José Larraz López, Demetrio Carceller o Manuel de Torres. Gómez de Llano llevó con él a la subsecretaría del Ministerio a Santiago Basanta y Silva, quien fuera desde 1942 subdirector general de lo Contencioso. 
Gómez de Llano defendió desde el Ministerio de Hacienda el paradigma financiero clásico del equilibrio presupuestario y, de hecho, mediante una política de contención del gasto público, combinada con leves mejoras en la recaudación, logró que el presupuesto estatal se saldara con superávit entre 1952 y 1957. En el ámbito de las políticas tributarias, su principal objetivo fue la persecución del fraude fiscal. Con este fin promovió en 1952 sendas leyes sobre contrabando y defraudación, e inspección de tributos. No obstante, a medio plazo ambas disposiciones demostraron su ineficacia debido a la escasez de medios de la Administración fiscal y a la falta de voluntad política para combatir el fraude tributario. 
Durante su mandato, las Cortes aprobaron en 1954 una reforma de la contribución sobre la renta que dio pie a una dura batalla entre dos sectores políticos y financieros. Recién llegado al Ministerio, con el fin de modificar dicha contribución, Gómez de Llano buscó asesoramiento en la Facultad de Ciencias Políticas y Económicas de la Universidad Central. Dos profesores colaboraron con el ministro a lo largo de su mandato: José María Naharro Mora, jefe del gabinete técnico del Ministerio de Hacienda hasta el 22 de julio de 1954, y Manuel de Torres, que no tuvo relación contractual con el Ministerio, pero que remplazó a Naharro como asesor. 
El relevo de Naharro Mora por Manuel de Torres marcó un cambio de orientación en los trabajos de reforma de la contribución sobre la renta. Naharro Mora, con el apoyo de la banca pública y privada, pretendía aumentar las exenciones de dicha contribución para impulsar el ahorro y la inversión. Por el contrario, Manuel de Torres, auxiliado por un equipo de jóvenes economistas -entre los que figuraban Juan Velarde Fuertes, Enrique Fuentes Quintana y César Albiñana García-Quintana- y respaldado por un sector de la Falange y por el diario Arriba, quería convertir la contribución en un instrumento fiscal redistribuidor de la renta, aumentando el gravamen sobre las mayores fortunas y reduciendo el número de exenciones. La batalla se saldó con la sucesión de distintos equipos de asesores en el Ministerio, la elaboración de varios borradores y anteproyectos de ley, el paso por las Cortes de dos proyectos de ley contradictorios de reforma de la contribución sobre la renta en 1953 y 1954 y un permanente diluvio de críticas hacia el ministro de Hacienda cada vez que se inclinaba por uno de los bandos en liza. Fue Manuel de Torres quien inspiró la nueva ley de la contribución sobre la renta, aprobada en diciembre de 1954; pero se trató de una victoria pírrica, pues el espíritu de la ley fue bastardeado en su puesta en práctica. La virulencia del conflicto desgastó a Gómez de Llano, que desde mediados de 1956 solicitó a Franco su cese en varias ocasiones.
Más allá de las competencias de su Ministerio, poco intervino Gómez de Llano en otros ámbitos de la política nacional. Sí consta, sin embargo, que fue uno de los más firmes opositores dentro del Consejo de Ministros a los anteproyectos de reforma de las leyes fundamentales, de orientación falangista, que elaboró en 1956 el Instituto de Estudios Políticos y que defendió en el gobierno José Luis Arrese, ministro-secretario General del Movimiento. Gómez de Llano llegó a sostener que guardaban “cierto parecido con los sistemas políticos de países que hoy carecen de las más mínimas libertades humanas, como ocurre en la Europa situada más allá del telón de acero”. En la crisis ministerial del 25 de febrero de 1957, Mariano Navarro Rubio remplazó a Gómez de Llano en la cartera de Hacienda. 
Tras su salida del gobierno, Gómez de Llano fue nombrado del Banco Hipotecario de España, cargo en el que cesó al rebasar la edad reglamentaria. 
Casado con Luisa Pellón y de Velasco, natural de Villacarrillo (Jaén), lugar que frecuentó y donde su esposa poseía una finca llamada Herrera. Falleció el 31 de octubre de 1970 y no tuvo descendencia. También fue embajador de España ante la Santa Sede en Roma.
| Predecesor: Joaquín Benjumea Burín | Ministro de Hacienda de España 1951 - 1957 | Sucesor: Mariano Navarro Rubio |